# Городовой атаман
Городовой атаман — глава городского казацкого самоуправления во второй половине XVII—XVIII веков, который, в отличие от сотников и атаманов, выполнял только административные функции.
В источниках городовой атаман впервые упоминается в 1630-х годах как глава сословного (казацкого) самоуправления в южных волостях Киевщины — местах базирования городовых казаков. Во время и после национальной революции 1648—1676 годов, когда казачество стало ведущим общественным слоем Приднепровской Украины, полномочия городового атамана значительно расширились. Городовому атаману начала подлежать и некозацкая часть общества. Особенно значительное влияние они оказали в городах, не обладавших магдебургским правом, мещане этих городов во главе с войтом подчинялись городовому атаману по всем гражданским делам, особенно в сфере судопроизводства. Как правило, городовой атаман в гражданских делах имел власть и над казацкими сотниками. Городовые атаманы гетманских резиденций или больших полковых городов были достаточно влиятельными в казацкой среде Гетманщины старшинами.